# A Self-Made Widow
A Self-Made Widow è un film muto del 1917 diretto da Travers Vale.

## Produzione
Il film fu prodotto dalla World Film.

## Distribuzione
Il copyright del film, richiesto dalla World Film Corp. con il titolo The Romance of a Self-Made Widow, fu registrato il 23 luglio 1917 con il numero LU11098.
Distribuito dalla World Film e presentato da William A. Brady, il film uscì nelle sale cinematografiche statunitensi il 23 luglio 1917.